# Релігійний фетишизм
Фетиши́зм у релігії (фр. fétichisme) — одна з ранніх форм релігійних вірувань, що виявляється в поклонінні предметам неживої природи — фетишам, які уявляються наділеними чудодійною силою; приписування речам самим по собі специфічно соціальних властивостей і внаслідок цього надприродних особливостей. В психології під фетишизмом розуміється сексуальний потяг до частин тіла окрім статевих органів або предметів, з ними пов'язаних. У переносному значенні фетишизм — ірраціональна захопленість чим-небудь.

## Етимологія
Слово «фетиш» походить від французького «fétiche» — талісман, амулет, ідол. Воно в свою чергу було запозичено з португальської, де «feitiço» означало амулет або чари. Португальці звернули увагу на те, з якою повагою у Західній Африці ставились до деяких предметів, наприклад дерев, рослин, каміння, кістяних залишків тварин тощо, вони досить вдало порівняли ці предмети з добре відомими їм амулетами або талісманами, давши їм аналогічну назву.

## Характеристики фетишизму
Фетишизм тісно пов'язаний з анімізмом — вірою в те, що всі істоти та предмети наділені душею та в певному сенсі живі. Переносячи власні властивості на навколишній світ, людина намагається зрозуміти його і знайти спосіб правильної взаємодії з ним — вшановувати, задобрювати чи карати. Підґрунтям для перетворення предмета на фетиш є його незвичайність, порівняно з подібними, в чому вбачається особлива сила, що міститься в предметі та може бути використана. Найсильнішими фетишами зазвичай вважаються предмети, що уявляються вмістилищем надприродних істот або їхніх сил. Ознаками цього є зовнішня подібність, наявність атрибутів, приписуваних надприродним істотам.
Фетишем може стати будь-який предмет, що вразив уяву людини: камінь незвичної форми, шматок дерева, частини тіла (зуби, ікла, шматочки шкіри, висушені лапки, кістки і т. д.). Фетишем іноді є частина чогось великого: наприклад, камінь з шанованої гори, шматочок священного дерева або зображення шанованої тварини. Фетишем може бути і зображенням предмета шанування. Особлива група фетишів пов'язана з поширеним у багатьох народів світу культом предків. Їхні зображення стають фетишами, яким поклоняються. Іноді це ідоли — людиноподібні фігурки з дерева, каменю, глини. Нерідко фетишем стає предмет практичного ужитку і надалі не використовується за прямим призначенням, а стає частиною культу. Або ж користування ним відводиться певному колу осіб, наприклад, зброю забороняється брати неініційованим членам суспільства, а зброя іншого племені вважається наділеною смертоносною силою сама по собі, без користування нею.
Нерідко фетишем виявляється випадково обраний предмет. І, якщо його власника супроводжувала удача, вважалося, фетиш має магічну силу. У деяких народів існував звичай віддячувати фетишам, а іноді й карати їх, якщо ті не дають очікуваного результату. Наприклад, у фетиш вбивали цвяхи, щоб змусити його виконувати прохання.
Яскравим прикладом фетишизму у сьогоденні є носіння різноманітних амулетів, оберегів, ідолів тощо. За твердженням деяких вчених, релігійний фетишизм існує в сучасному світі у вигляді культу мощей в християнстві і буддизмі, та в ісламі у шануванні Чорного каменю.
До наших днів дійшло безліч фетишів у формі амулетів-оберегів. Амулетом слугує предмет, якому приписуються магічні властивості відвертати від людини нещастя і приносити успіх. Амулет-оберіг має оберігати свого власника.
Вираженим проявом фетишизму в сучасному суспільстві є товарний фетишизм — наділення товарів надприродними силами, що збільшує їхню вартість. Спорідений політичний фетишизм, за якого речі, історичні дати дати, географічні місцевості, особистості, вчення, теорії тощо наділяються чарівними, магічними властивостями. Відтак виникає поклоніння політичним фетишам та їх використання в політичних ритуалах.

## Історія досліджень

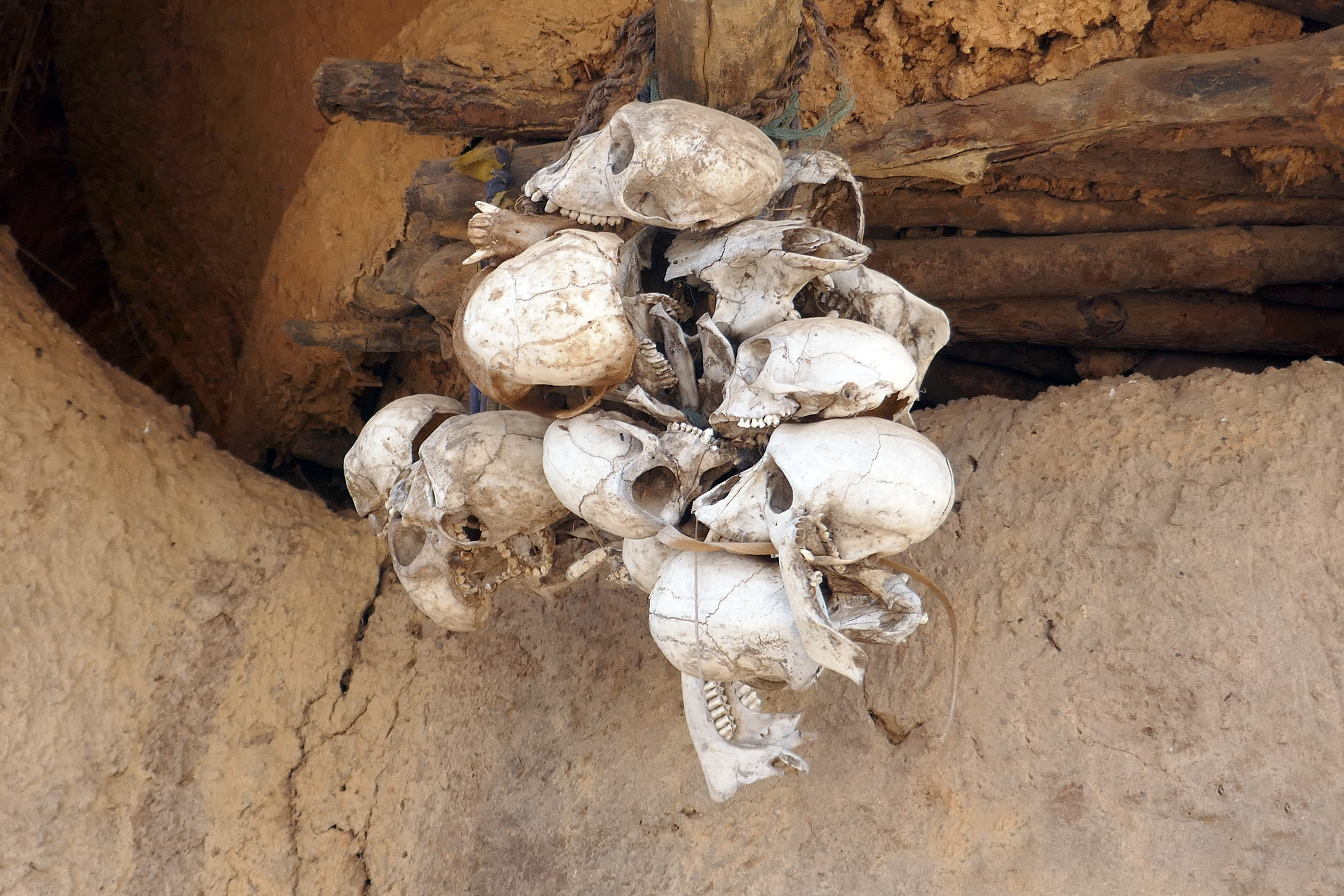
Черепи-фетиші в Беніні

Відомий історик XVIII ст. Шарль де Бросс, будучи враженим описом поклоніння африканців різним буденним предметам, ввів у вживання слово «фетишизм» у вигляді загального описового терміна. Огюст Конт скористався ним у своїй теорії еволюції релігії, де фетишизм розглядається як перша (найпримітивніша) стадія, а за ним йдуть політеїзм та монотеїзм.
Теорія фетишизму була висунута в кінці вісімнадцятого століття В. Ф. Гегелем в лекціях з філософії історії. Згідно із ствердженнями Гегеля, африканці були не в змозі абстрактно мислити, їхні ідеї та дії регулювались імпульсами, а отже фетишем міг бути будь-який об'єкт, який був насичений уявними силами.
У XIX і XX столітті Е. Тайлор і Мак-Леннан, історики релігії, вважали, що концепція фетишизму сприяла відволіканню уваги від відносин між людьми і Богом, аби натомість зосередитися на відносинах між людьми і матеріальними об'єктами, що в свою чергу дозволяло визначати помилкові пояснення причин для природних явищ. Це вони бачили як центральну проблему в історичному та соціологічному плані.
Карл Маркс вважав, що релігійний фетишизм з розвитком суспільних відносин розвивається у світський, зокрема товарний, коли товари стають священними предметами, коли їм приписуються магічні властивості.

## Практика
Теоретично, фетишизм присутній майже у всіх релігіях, але використання концепції у вивченні релігії походить від дослідження традиційних західноафриканських релігійних вірувань, а також від релігії вуду, яка в свою чергу походить від тих вірувань.
Фетишизм широко використовувався в індіанській релігії та практиці. Наприклад, ведмідь представляв шамана, гірський лев був воїном, вовк був дослідником.
Фетишизм у Стародавній Греції охоплює всі області дійсності. У першу чергу, серед фетишів ми знаходимо богів і героїв у вигляді необроблених, грубих, дерев'яних або кам'яних предметів. Такими були: богиня Латона на Делосі у вигляді поліна, Геракл у вигляді каменю. Фетишами ставали і предмети, які були виготовлені людиною, наприклад, щит Ахілла, який пізніше зцілив героя Телефа. Значення фетишу мали і рослини. Так, виноградна лоза і плющ були фетишами Діоніса, і сам бог часто називався «Плющем».
Що стосується самої людини, то її органи — серце, діафрагма, нирки, очі, волосся, кров, слина — спочатку розумілись не як носії душі, а як сама душа у матеріальному вигляді, тобто фетиш. У Гомера, наприклад, діафрагма розуміється як суб'єкт, як усвідомлююче себе «Я». Разом з кров'ю душа покидає тіло.